# Johannes Elias Feisser
Johannes Elias Feisser (Winsum, 10 december 1805 - Nieuwe Pekela, 2 juni 1865) was een Nederlandse predikant van de Nederlandse Hervormde Kerk die aan de wieg stond van het Nederlandse baptisme. Feisser verzette zich tegen de kinderdoop en werd in 1844 in Gasselternijveen als predikant afgezet. Met enkele volgelingen liet hij zich in mei 1845 in een veenvaart door middel van onderdompeling dopen door J. Köbner. Hiermee was in Nederland de eerste baptistengemeente een feit.

## Jeugdjaren
Feisser was telg uit een familie van militairen. Zijn grootvader en zijn vader hadden beiden in 1794 Maastricht verdedigd tijdens het beleg door de Fransen, grootvader als kapitein-kwartiermeester en vader als vaandrig. Zijn grootvader, naar wie hij werd vernoemd, was geboren in Bad Homburg vor der Höhe bij Frankfurt am Main en zijn grootmoeder, Anna Heines Carsjens, kwam uit Middelstum. De moeder van Feisser, Anna Maria Bouer, was dochter van een kalkfabrikant in het Groningse Winsum. Rond 1808 verhuisde het gezin naar Veendam, waar vader Johannes tot rijksontvanger werd benoemd.
Na het voorbereidend onderwijs te Veendam werd Johannes in 1823 op verzoek van zijn grootmoeder ingeschreven als student theologie te Groningen. Hij bekwaamde zich in de “literarische en theologische studiën”, deed elk jaar voor de grote vakantie met goed gevolg examen nam deel aan een prijsvraag waarvoor hij een gouden erepenning kreeg. In 1827 legde hij het proponentsexamen af voor het Provinciaal Kerkbestuur van Friesland. Daarna bezocht hij gedurende een jaar de Universiteit van Leiden. Aanvankelijk hadden de “Nieuw Testamentische studiën” zijn voorliefde, maar onder invloed van zijn leermeester, Dr. Th.A. Clarisse te Groningen, koos hij voor zijn proefschrift een onderwerp uit de kerkgeschiedenis. In juni 1828 verdedigde hij zijn proefschrift "de Vita Basilii Magni, Caesareae in Cappadocia Episcopi" en verwierf daarmee het doctoraat in de theologie.

## Beroepen
In 1828 nam hij een beroep naar Lekkum en Miedum aan de Dokkumer Ee aan, waar hij tot 1831 zou blijven. Hij trouwde in 1830 op Ameland met Geertruide Elisabeth Barbara Orck, baronesse van Heeckeren, afkomstig uit Bentheim. Hij was toen bijna 25, zij was 17 jaar oud.
Tijdens zijn volgende pastoraat te Winschoten (van 1831 tot 1833) publiceerde hij in 1832 "Jezus Christus of Lotgevallen en Lessen van den Zaligmaker der Menschen", een godsvruchtig boekwerkje.
Een beroep naar Franeker (het "Friesche Athene", zo genoemd vanwege de plaatselijke universiteit) in 1833 paste hem, man van de studie, wonderwel. Hij kreeg daar echter te kampen met meerdere tegenslagen. Zijn vrouw en twee kinderen overleden, en hij leed zelf aan een slechte gezondheid. De kerkenraad gaf hem eervol ontslag. Hij keerde terug naar zijn ouderlijk huis te Veendam, waar hij rust en troost vond. Tijdens zijn ziekteperiode voltrok zich een ingrijpende verandering in zijn geloofsleven en theologische opvattingen. Na een half jaar voelde hij zich krachtig genoeg om zich te verbinden aan de hervormde gemeente van Gasselternijveen, die vacant kwam vanwege het vertrek van ds. Hendrik Karel Roessingh naar Haren. Roessingh voegde hem toe: "Er wonen vele goedaardige menschen, doch er is geen geestelijk leven." In Gasselternijveen bleek hij goed te voldoen: de kerk zat al gauw te vol. Op 27 oktober 1841 trouwde hij te Gasselte met de twintigjarige Karsiena Hovingh Wichers uit Gasselternijveen.

## Afwijzing van de kinderdoop
Hij raakte los van de mens-gecentreerde theologie van de Groninger richting. Hij las diverse geschriften, waaronder 'Cardifonia' van de Engelse prediker John Newton. Zijn bezwaren tegen de "gangbare theologie” en tegen de organisatie van de hervormde kerk namen toe en conflicten bleven niet uit. In juni 1843 hield Feisser een referaat voor een vergadering in de ring Assen. Dit werd de aanleiding tot zijn breuk met de Hervormde Kerk. Tijdens het conflict met de kerkenraad weigerde Feisser de bediening van doop en avondmaal. Daarnaast speelden er ook andersoortige conflicten met leden van zijn gemeente. Hij kwam in conflict met de plaatselijke schoolmeester, met een ouderling die volgens hem niet de kenmerkende genade bezat en met de kerkvoogden, die weigerden de kerk te vergroten. In augustus van dat jaar schreef hij "Waakt op!" Zijn uitspraken en afwijzing van de kinderdoop leidden tot een "kerkelijk proces" tegen hem, met als resultaat ontzetting uit het ambt op 19 december 1843. Op nieuwjaarsdag 1844 vernam de gemeente van Gasselternijveen vanaf de kansel de beslissing van het Provinciaal Kerkbestuur. Dominee Feisser en zijn vrouw stonden van de ene dag op de andere op straat. Zij hielden zich staande en zetten de prediking vanuit huis voort. Johannes nam de pen weer op en schreef in februari 1844 zijn traktaat: "Die den Geest Christi niet heeft, die komt Hem niet toe! Eene noodige waarschuwing voor alle heilzoekende zielen onder de Afgescheidenen en Niet-Afgescheidenen in Nederland". In hetzelfde jaar volgde "Getrouw Verhaal", waarin hij breedvoerig verslag deed van zijn werkzaamheden en lotgevallen te Gasselternijveen.

## Het begin van het baptisme

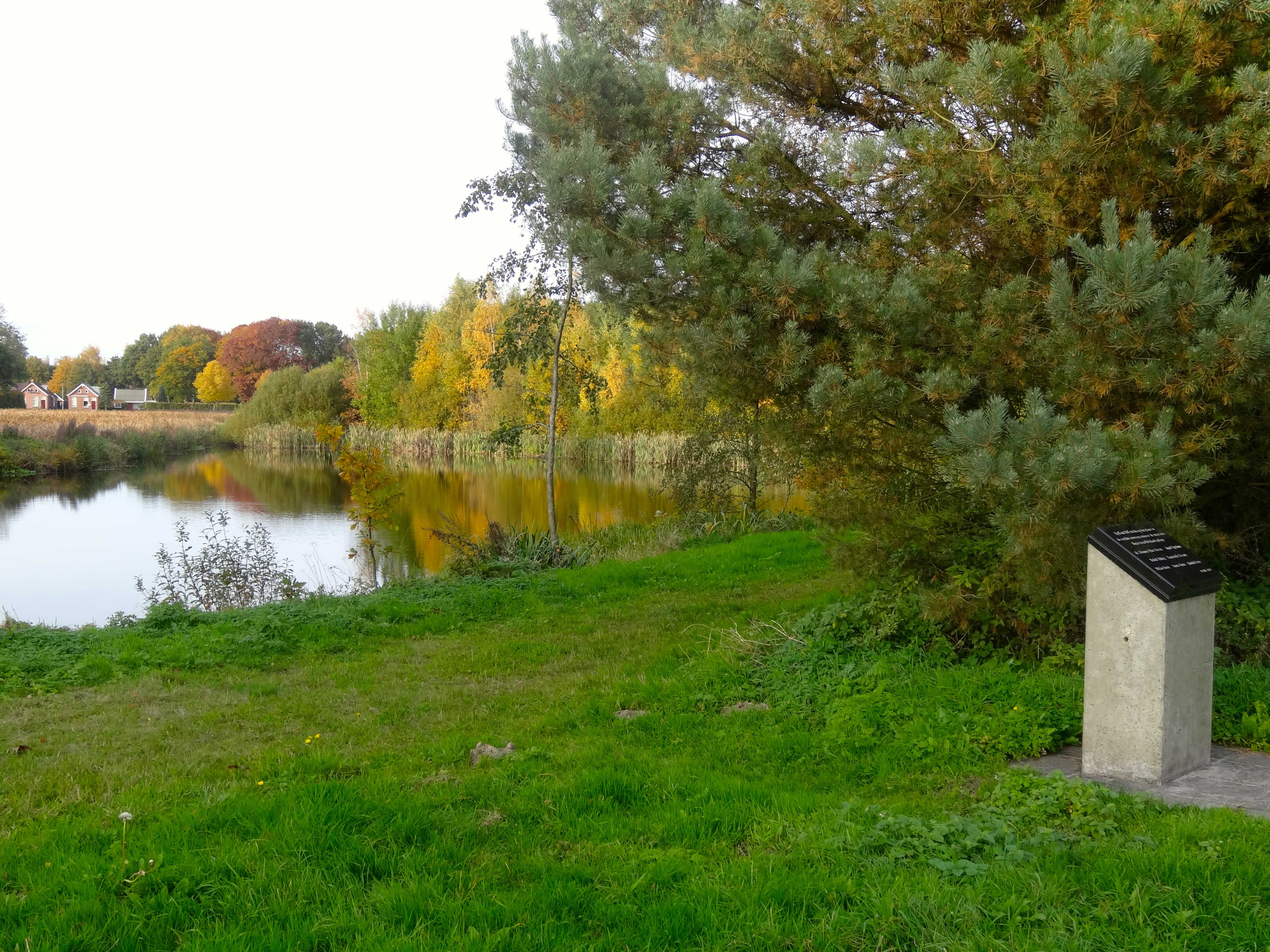
Monument in Gasselternijveen ter herinnering aan de eerste doop van Baptisten in Nederland op 15 mei 1845

Feisser raakte goed bevriend met ds. Jan de Liefde, doopsgezind predikant te Zutphen. Ook kwam hij in contact met baptisten uit Duitsland. In Hamburg stichtte de predikant Johann Gerhard Oncken in 1834 de eerste baptistengemeente op het Europese vasteland. Oncken was in Engeland met het baptisme in aanraking gekomen. Deze Oncken stuurde Köbner en Remmers als afgevaardigden van zijn gemeente op pad om met Feisser en diens opvattingen kennis te maken. Begin mei 1845 trok Feisser naar Hamburg en maakte er kennis met Oncken en de zijnen. Op zijn thuisreis vergezelde Köbner hem. Op donderdag 15 mei 1845 kregen de eerste zeven mensen op 't Nijveen het sacrament — de onderdompeling — toegediend door Julius Köbner. Dit vond plaats in een ondiepe veenvaart in de open lucht, dicht bij de boerderij van Roelof Reiling. Hiermee was in Nederland de eerste baptistengemeente een feit. Na deze doop werd Feisser gekozen tot voorganger van de eerste Nederlandse baptistengemeente (genoemd 'Gemeente van Gedoopte Christenen'). Feisser was van plan nu in Gasselternijveen voortvarend aan de slag gaan, maar dat viel bitter tegen. Hij kreeg te kampen met tegenwerking. Van de groep die zich om hem heen verzameld had keerde meer dan de helft hem de rug toe. Feisser en enkele getrouwen hielden echter vol. Kort daarop richtten zij een adres aan de koning: "strekkende ter bekoming van toelating tot het inrichten eener Christelijke Afgescheidene gemeente." Zij bewandelden, om bij de regering erkend te worden, dezelfde weg als de Afgescheidenen. Zij gaven als hun belijdenis de gereformeerde op, met uitzondering van de doop. Bij Koninklijk Besluit van 13 augustus 1845 werd, op rapport van de Minister van Eredienst van 19 juli, de verzochte toelating aan de adressanten verleend. 
In de zomer van 1849 trok Feisser als rondreizend predikant enkele maanden te voet door Groningen en Oost-Friesland in Duitsland. Uiteindelijk werd de inspanning Feisser te veel. Hij kon het lichamelijk niet meer aan.

## Weg uit Gasselternijveen
Hij vertrok definitief uit Gasselternijveen en vestigde zich in 1849 te Nieuwe Pekela in de verwachting daar een vruchtbaar arbeidsveld te vinden, maar die hoop bleek ongegrond. Een jaar later wekte de kleine gemeente in Amsterdam nieuw vuur in hem door een beroep op hem uit te brengen. Hij ging erheen en oogstte in de hoofdstad opnieuw wrange ervaringen, in weerwil van financiële steun vanuit Hamburg. Feisser keerde terug naar Pekela, zijn eindbestemming. Hoe hij zich de laatste jaren voorzag in zijn levensonderhoud is niet duidelijk. Hij stierf op 2 juni 1865 en de overlijdensakte van deze predikant, kerkstichter en doctor in de theologie vermeldde als beroep: landbouwer. Zijn weduwe hertrouwde met Henderikadius Zwantinus Kloekers, een der oprichters van "Unie van gemeenten van gedoopte Christenen in Nederland".